# África do Sul nos Jogos Olímpicos de Inverno de 1994
A África do Sul participou dos Jogos Olímpicos de Inverno de 1994 em Lillehammer, na Noruega. Foi a segunda participação do país em Jogos Olímpicos de Inverno.

## Desempenho

### Patinação artística
| Atleta             | Evento               | CFFP | FSFP | Total | Pos. |
| ------------------ | -------------------- | ---- | ---- | ----- | ---- |
| Dino Quattrocecere | Individual masculino | 11.5 | 24.0 | 35.5  | 24º  |

### Patinação de velocidade em pista curta
| Atleta      | Evento         | Primeira fase | Primeira fase | Quartas-de-final | Quartas-de-final | Semifinal   | Semifinal   | Final       | Final       |
| Atleta      | Evento         | Tempo         | Pos.          | Tempo            | Pos.             | Tempo       | Pos.        | Tempo       | Pos.        |
| ----------- | -------------- | ------------- | ------------- | ---------------- | ---------------- | ----------- | ----------- | ----------- | ----------- |
| Cindy Meyer | 500m feminino  | 1:17.18       | 4º/bat.8      | Não avançou      | Não avançou      | Não avançou | Não avançou | Não avançou | Não avançou |
| Cindy Meyer | 1000m feminino | 1:47.85       | 3º/bat.4      | Não avançou      | Não avançou      | Não avançou | Não avançou | Não avançou | Não avançou |